# 陳坤瑞
陳坤瑞（Tan Khoen Swie；—1953年）是一名閩南裔印尼華人出版家，曾藉由「陳坤瑞出版公司」發行諸多爪哇語或馬來語刊物。

## 外部連結
- 维基共享资源上的相關多媒體資源：陳坤瑞